# Bagrataschen
Bagrataschen (armenisch Բագրատաշեն; englisch Bagratashen) ist ein Dorf, welches zur Stadtgemeinde Nojemberjan in der Provinz Tawusch, Armenien gehört. Es liegt nahe der armenischen Grenze zu Georgien. Auf der gegenüberliegenden Grenzseite befindet sich das Dorf Sadachlo.

## Etymologie
Bagrataschen war einst als Lambalu bekannt, am 18. Juni 1960 wurde es in Debedaschen umbenannt. Am 23. Februar 1972 wurde das Dorf zu Ehren von Bagrat Wardanjan (1894–1971), dem in der Sowjetunion der Titel Held der sozialistischen Arbeit verliehen wurde, ein zweites Mal umbenannt.